# Teo Soon Kim
Teo Soon Kim, aussi appelée Teow Soon Kim puis Lo-Teo Soon Kim, née le 23 juin 1904 à Singapour, morte le 23 avril 1978, est une avocate à Singapour, à Hong Kong et également en Angleterre.
Elle est la première femme admise au barreau des Établissements des détroits, l'ancienne colonie britannique Straits Settlement. Elle est aussi la première femme avocate à Hong Kong, ainsi que la troisième femme chinoise de Malaisie à devenir avocate en Angleterre. Elle est également la première femme à plaider devant la Cour suprême de Singapour.
Elle est intronisée au Temple de la renommée des femmes de Singapour en 2014.

## Biographie

### Jeunesse et formation, enseignante
Teo Soon Kim, née le 23 juin 1904 à Singapour, est la fille de Teo Eng Hock, un homme d'affaires du caoutchouc de Teochew, actuellement Chaozhou. Teo Soon Kim est encouragée par son père à faire des études et elle fréquente l'école méthodiste pour filles.
Elle enseigne ensuite à l’école pendant deux ans, mais ce qu’elle voulait vraiment faire, c’est devenir avocate. Sa motivation pour devenir avocate vient en partie de ce que peu de femmes en Asie l'avaient fait et qu'aucune à Singapour n'avait encore été admise au barreau,.

### Avocate
Elle part en Angleterre et s'inscrit à l'Université de Londres pour étudier le droit ; elle vit à Finchley. Elle entre ensuite à l'Inner Temple de Londres en mai 1924 où elle étudie avec HHL Bellot. En 1927, elle devient la troisième femme malaise à être admise au barreau d'Angleterre et du Pays de Galles.

### Première avocate à Singapour
Teo Soon Kim retourne alors à Singapour, où elle épouse Lo Long Chi en décembre 1928,. Elle est admise en 1929 au barreau de Singapour. Elle passe deux ans en Chine puis exerce pendant quelques années à Singapour.
Elle s'occupe à Singapour d'affaires civiles et pénales, et elle plaide en 1932 devant la Cour suprême. Elle est la première femme à plaider devant la Cour suprême, ce qui est remarqué et attire le public dans la tribune publique,. Cette même année 1932, elle s'installe à Hong Kong et devient en 1932 la première femme à y être admise au barreau.
Au début des années 1920, Teo Soon Kim se convertit au christianisme. Elle est intronisée en 2014 au Temple de la renommée des femmes de Singapour.